# Cantó de La Gacilly
El cantó de La Gacilly (bretó Kanton Gazilieg) és una divisió administrativa francesa situat al departament d'Ar Mor-Bihan a la regió de Bretanya.

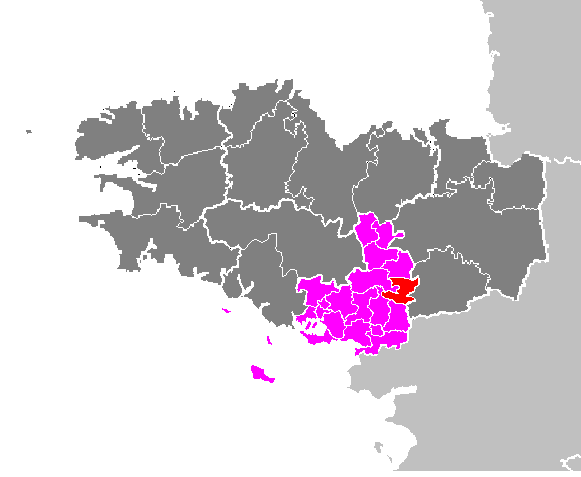
Situació del cantó

## Composició
El cantó aplega 9 comunes:
| Nom francès           | Nom bretó           | Població | km²    | Codi Postal | Codi INSEE |
| Carentoir             | Karantoer           | 2.544    | 59,02  | 56910       | 56033      |
| Cournon               | Kornon              | 632      | 10,87  | 56200       | 56044      |
| Glénac                | Glenneg             | 810      | 13,70  | 56200       | 56064      |
| La Chapelle-Gaceline  | Ar Chapel-Wagelin   | 502      | 7,79   | 56200       | 56038      |
| La Gacilly            | Gazilieg            | 2.277    | 16,48  | 56200       | 56061      |
| Les Fougerêts         | Felgerieg-al-Lann   | 788      | 19,91  | 56200       | 56060      |
| Quelneuc              | Kelenneg            | 485      | 13,85  | 56910       | 56183      |
| Saint-Martin-sur-Oust | Sant-Varzhin-an-Oud | 1.281    | 28,24  | 56200       | 56229      |
| Tréal                 | Treal               | 672      | 19,28  | 56140       | 56253      |
| Cantó                 | Gazilieg            | 9.991    | 189,14 | -           | 5608       |

## Evolució demogràfica
| 1962  | 1968  | 1975  | 1982  | 1990  | 1999  |
| ----- | ----- | ----- | ----- | ----- | ----- |
| 8.873 | 8.617 | 8.816 | 9.655 | 9.829 | 9.991 |

## Història
| Data d'elecció                           | Identitat        | Partit        | Qualitat |
| ---------------------------------------- | ---------------- | ------------- | -------- |
| 1982-2001                                | Yves Rocher      | Divers droite |          |
| 2001-2008                                | Noël Rocher      | Divers droite |          |
| 2008-                                    | Yannick Chesnais | Divers droite |          |
| les dades anteriors no són pas conegudes |                  |               |          |
|                                          |                  |               |          |